# Marie David
Marie Caroline David, född 1865 på Rungstedgård i Danmark, död den 23 november 1897 i Breslau, var en dansk författare, känd för sitt förhållande till Siri von Essen, August Strindbergs första hustru. Detta har inspirerat rollfigurer i pjäser av såväl Strindberg själv som av P.O. Enquist.

## Biografi
Marie David kom från en välbärgad judisk jordägarsläkt. Hennes mor, Caroline David, hade haft flera utomäktenskapliga förbindelser, däribland med Georg Brandes, och som ung trodde sig Marie David vara dennes dotter. Brandes blev senare Davids mentor. 1874 tog modern med sig Marie David till Italien men avled där i lunginflammation varvid dottern åter sändes hem till Danmark. Senare åkte hon själv till Paris för att studera litteraturhistoria och lärde där känna den sju år äldre danska konstnären Sophie Holten. Hösten 1885 begav sig David och Holten gemensamt till den skandinaviska konstnärskolonin i Grez-sur-Loing, där även Strindberg med familj befann sig i exil efter Giftasprocessen. Den frigjorda David gjorde starkt intryck på Siri von Essen och en stark vänskap utvecklades mellan de båda kvinnorna.
Strindberg kom att tycka aktivt illa om David och lär bland annat ha sagt: "Jag kan nämligen inte stå ut med att se det David-Siriska hånglet utan att få kväljningar".[källa behövs] David stöttade senare von Essen under skilsmässan från Strindberg, och han anklagade de båda kvinnorna att ha ett lesbiskt förhållande. Han gick så långt att han till och med skrev till Siri von Essens mostrar att de skulle skriva till polisen så att de kunde anhålla Marie och Siri för "brott mot naturen".
Efter tiden i Grez-sur-Loing förlorade David och von Essen under ett par år kontakten med varandra, men den återupptogs 1891. David hade då hunnit göra en runda till Paris och var ännu ogift. Hon flyttade hem till von Essen i Stockholm och dennas familj blev som hennes egen. De båda kvinnornas återupptagna relation framfördes som skilsmässoskäl när Strindberg 1891 ansökte om skilsmässa från Siri von Essen.
Strindberg dömdes den 19 juli 1892 för misshandel och ärekränkning av Marie David, med dessa domskäl: "Enär som Skriftställaren August Strindberg genom eget erkännande och vittnens berättelse är lagligen förnumen att hafva Midsommardagen den 24 juni 1891 kl. omkring 12 på dagen, då Marie Caroline David i något ärende till en i samma hus som svaranden å Lerkila i Djurö socken boende person derstädes infunnit sig, efter det Marie Caroline David på svarandens tillsägelse vägrat att från lägenhetens veranda sig aflägsna, med händerna fattat tag i Marie Caroline David samt knuffat henne utför en husets verandatrappa, hvarvid likväl skada icke Marie Caroline David tillfogats, altså pröfvar Tingsrätten i förmåga af 7 kap. 4§ och 14 kap13§ Strafflagen rättvist döma honom August Strindberg, att för under Sabbat begången misshandel, hvarå ingen skada följt, böta femton kronor."
När von Essen flyttade hem till Finland följde David med. Men i Finland började det gå utför för David, som redan tidigare hade haft alkoholproblem. Hon blev nu allt tystare och slöt sig allt mer inom sig. Efter en allvarlig hjärnskakning ådrog hon sig också en lunginflammation och hamnade i chock. Hon lades in på en nervklinik och alkoholistanstalt i ett och ett halvt år. Hon blev därvid sängliggande så pass länge att det i hennes knän bildades broskbildningar som fick brytas upp med våld.[källa behövs]
Enligt Maj Dahlbäck, som skrivit en bok om Siri von Essen, konverterade Marie David efter detta till katolicismen och avstod helt från alkohol. Hon slutade med teater, konst och litteratur men behöll sin galghumor. För ett kort tag återvänder hon senare till Köpenhamn men slutade sina dagar i ett katolskt nunnekloster i Breslau som "Syster Benedetta".
Inga offentligt tillgängliga fotografier finns av Marie David.

## Marie David i litteratur och dramatik
Utöver att Marie David figurerar som lesbiskt "monster" i En dåres försvarstal, Strindbergs egen litterära uppgörelse med skilsmässan från von Essen, så använde han henne som förebild för minst två rollfigurer i sin dramatik: "Elin Abel" i Kamraterna (1887) och "Kläderskan" i Moderskärlek (1892).
Under sitt eget namn är hon en av de tre huvudpersonerna i P.O. Enquists genombrottspjäs Tribadernas natt (1975), och spelades vid uruppförandet på Dramaten av Lena Nyman. I TV-serien August Strindberg: Ett liv (1985) med Thommy Berggren som Strindberg spelades Marie David av Birgitte Simonsen. Marie David har vidare en viktig roll i Lena Einhorns historiska roman Siri (2011). Också Strindbergs och von Essens dotter Karin Smirnoff har behandlat David i sin bok om modern, Strindbergs första hustru (1926), och i Smirnoffs arkiv på Kungliga biblioteket finns handlingar rörande Marie David och hennes familj.